# 火神の涙
火神の涙（ひのかみのなみだ、原題: 火神的眼淚、英題: tears on fire）は、2021年に放送された台湾のテレビドラマ。

## 概要
消防士たちのそれぞれの人生と、社会の様々な問題にスポットをあてた社会派ヒューマンドラマ。
⁡
消防、救助、救急隊の日々の仕事から、彼らは台湾の社会のさまざまな問題を目撃するだけでなく、彼ら自身の人生の問題に直面していく。

## 出演
- 温昇豪（ウェン・シェンハオ）
- 陳庭妮（アニー・チェン）
- 林柏宏（リー・ボーホン）
- 劉冠廷（リウ・グァンティン）

## スタッフ
- 脚本：李志強、曽群芳